# Crocomela rubriplaga
Crocomela rubriplaga là một loài bướm đêm thuộc phân họ Arctiinae, họ Erebidae.